# Aerobioza
Aerobioza, oksybioza (gr. aḗr ‘powietrze’, bíos ‘życie’) – procesy życiowe zachodzące w środowisku zawierającym tlen.
W aerobiozie żyje większość organizmów (tlenowce), u których tlen atmosferyczny jest zużywany w przemianach chemicznych stanowiących podstawowe źródło energii.
Przykładem procesu aerobowego jest tlenowy rozkład kwasu pirogronowego.